# San Isidro (Choluteca)
San Isidro (uit het Spaans: "Sint-Isidoor") is een gemeente (gemeentecode 0613) in het departement Choluteca in Honduras.

## Bevolking
De bevolking is als volgt verdeeld:
| Vrouwen | 1754 | 46,6% |
| Mannen  | 2011 | 53,4% |

## Dorpen
De gemeente bestaat uit vier dorpen (aldea), waarvan de grootste qua inwoneraantal: San Isidro (code 061301) en El Obrajito (061303).